# 刘弘昌
劉弘昌（？—944年），十国南漢初代高祖皇帝劉龑的第五子。
南漢高祖劉龑有19子，劉弘昌为第五子。生母不詳。大有五年（932年），劉弘昌被封为越王。劉龑临终想传位给劉弘昌，被萧益阻止。劉龑的第三子南汉殇帝劉玢即位，劉弘昌多次劝谏，殇帝不听。刘思潮杀死殇帝，劉弘昌拥立四哥劉晟。劉弘昌为太尉、中书令，诸道兵马都元帅，知政事。劉晟猜忌弟弟，乾和二年（944年），劉晟派劉弘昌到海曲祭祀襄帝祠，派人杀死劉弘昌，对外宣称劉弘昌被盗贼所杀。